# Agung Lawangan
Agung Lawangan is een bestuurslaag in het regentschap Pagar Alam van de provincie Zuid-Sumatra, Indonesië. Agung Lawangan telt 4690 inwoners (volkstelling 2010).